# فؤاد قنديل
فؤاد قنديل (ولد 5 أكتوبر 1944- توفي 3 يونيو 2015)، روائى مصري ولد في مصر الجديدة بالقاهرة لأسرة تنتمى إلى قرية كفرسندنهور _ مدينة بنها ـ محافظة القليوبية وحصل على ليسانس الآداب قسم الفلسفة وعلم النفس من جامعة القاهرة. عمل منذ عام 1962 في شركة مصر للتمثيل والسينما.
كتب ست عشرة رواية، وعشر مجموعات قصصية، وعشر دراسات وتراجم وأربع روايات ومجموعة قصصية للطفل.

## من رواياته
- السقف.
- الناب الأزرق.
- أشجــان
- عشق الأخرس.
- شفيقة وسرها الباتع.
- موسم العنف الجميل.
- عصر واوا.
- بذور الغواية.
- روح محبات.
- حكمة العائلة المجنونة.
- الحمامة البرية.
- رتق الشراع.
- قبلة الحياة.
- أبقى الباب مفتوحاً.
- كسبان حتة.
- المفتون (سيرة ذاتية ـ الجزء الأول).
- العقرب

## مجموعات القصص
- عقدة النساء.

- كلام الليل.
- العجز.
- عسل الشمي.
- شدو البلابل والكبرياء.
- الغندورة.
- زهرة البستان.
- قناديل.
- رائحة الوداع.
- سوق الجمعة.
- كلب بنى غامق (مترجمة).

## الدراسات
- شيخ النقاد محمد مندور.
- عاشق الحرية إحسان عبد القدوس.
- كاتب العربية الأول نجيب محفوظ.
- أدب الرحلة في التراث العربي.
- رؤية تمهيدية لرعاية الموهوبين.
- كيف تختار زوجتك؟
- صناعة التقدم في مصر.
- فن كتابة القصة.
- ثقافة المصريين.

## روايات وقصص الأ طفال
- مغامرة في الهرم.
- مدينة الدخان.
- التوأم الرائع.
- الساحرة والملك.
- الولد الذهبى (مجموعة).

## مناصب أخرى لفؤاد قنديل
- عضو المجالس القومية المتخصصة.
- عضو مجلس إدارة نادى القلم الدولي.
- عضو مجلس إدارة اتحاد الكتاب.
- عضو مجلس إدارة نادى القصة.
- رئيس تحــريـر سلسلة «إبداعات».
- رئيس تحـريـرسلسلة «كتابات جديدة».
- رئيس تحرير جريدة «أخبار الكتاب».

والروائى فؤاد قنديل ورد اسمه مع بيان بأعماله في موسوعة «الشخصيات القومية البارزة»، إصدار الهيئة العامة للاستعلامات.
- ورد اسمه مع بيان بأعماله في موسوعة «أعلام الفكر العربى»، إصدار مكتبة مصر.
- ورد اسمه مع بيان بأعماله في «قاموس الأدب العربى الحديث».
- ورد اسمه مع بيان بأعماله في موسوعة «أعلام القليوبية».
- حاز كأس القبانى لأفضل مجموعة قصصية عام 1979.
- حاز جائزة نجيب محفوظ للرواية في الوطن العربي عام 1994.
- حاز جائزة الدولة للتفوق في الآداب عام 2004.

كما حصل باحثان على درجة الدكتوراة عن أدبه القصصى والروائي (منها واحدة بالإنجليزية).
يعد باحث رسالة ماجستير عن التجريب الفنى في رواياته.
صدرت عن ابداعاته نحو مائة وعشرين مقالة نقدية.
ترجمت العديد من أعماله إلى لغات أجنبية.